# Gubavač
Gubavač (cyr. Губавач) – wieś w Czarnogórze, w gminie Bijelo Polje. W 2011 roku liczyła 360 mieszkańców.